# Rodolfo Graziani
Rodolfo Graziani, född 11 augusti 1882 i Filettino i Lazio, död 11 januari 1955 i Rom, var en italiensk general och politiker.

## Biografi
Graziani blev 1908 officer och 1915 under första världskriget major, 1923 brigadgeneral, 1932 general och 1936 marskalk. Han fick i uppdrag att strida mot rebellerna som leddes av Omar Mukhtar i Cyrenaika. Efter flera blodiga fältslag erövrade Graziani 1922/1923 även Nafusabergen i landets västra del. Han lät uppföra en linje med taggtråd, minor och vakttorn som hade 100 meter avstånd från varandra (den så kallade fascistiska limes). Under 1925 hade rebellerna framgång i östra Libyen så att Graziani var tvungen till reträtt. Han startade 1935 en motoffensiv och han intog Kufra-oaserna. Sedan var han Libyens guvernör.
I februari 1935 var Graziani befälhavare över de italienska trupperna på sydfronten i kriget mot Etiopien. Graziani efterträdde Pietro Badoglio som vicekung i Italienska Östafrika (nuvarande Etiopien) 1936 - 1937. Den 19 februari 1937 fick han allvarliga sår i samband med ett attentat och lämnade då alla befattningar. I samband med Italiens inträde i andra världskriget återinträdde Graziani i tjänst som chef för arméns geeralstab. Efter Italo Balbos död blev han generalguvernör i Libyen överbefälhavare för de italienska stridskrafterna i Nordafrika. Han anförde den 10:e italienska armén i ökenkriget under Egypten 1940 men begärde i februari 1941 avsked med anledning av de italienska motgångarna i början av året. Han var krigsminister i Mussolinis neofascistiska regering 1943–1945. Senare kom han att bli överbefälhavare för Repubblica Sociale Italiana. 
1945 tillfångatogs han av brittiska trupper, som 1946 utlämnade honom till den italienska regeringen, som i november 1948 lät ställa honom inför rätta. Han dömdes som krigsförbrytare till 19 års fängelse men benådades.

## Populärkultur
- I den libyska krigsfilmen Afrikas lejon från 1981 spelas Graziani av den engelske skådespelaren Oliver Reed.